# Kij Johnson
Kij Johnson (właśc. Katherine Irenae Johnson, ur. 20 stycznia 1960 w Harlan) – amerykańska pisarka fantasy. Pracuje na University of Kansas. Laureatka Nebuli, Hugo, nagrody im. Theodore’a Sturgeona, nagrody Williama L. Crawforda, World Fantasy Award. Wielokrotnie nominowana do nagród w dziedzinie fantastyki.

## Życiorys
Otrzymała bakalaureat na St. Olaf College w Northfield w 1982, następnie ukończyła studia z literatury na University of Minnesota i na University of Kansas, w końcu w 2012 zdobyła magisterium z kreatywnego pisarstwa na North Carolina State University. Od tego samego roku pełni funkcję Assistant Professor of Fiction Writing oraz jest wicedyrektorem Centrum Badań Fantastyki Naukowej Gunna na University of Kansas.
Pracowała jako redaktor w wydawnictwach Tor Books, Dark Horse Comics i Wizards of the Coast, gdzie zajmował się seriami: Magic The Gathering, Greyhawk i Forgotten Realms. Od 1997 uczestniczy w pracach jury nagrody im. Theodore’a Sturgeona. Wykładowca na warsztatach Clarion Workshop.
Jest zapaloną wspinaczką skalną.

## Twórczość

### Powieści
- Dragon’s Honor (1996, uniwersum Star Trek, współaut. Greg Cox)
- The Fox Woman (2000; Nagroda Williama L. Crawforda 2001)
- Fudoki (2003; finalista World Fantasy Award 2004, finalista Nagroda Jamesa Tiptree Jr. 2004)

### Zbiory opowiadań
- Tales for the Long Rains (2001)
- At the Mouth of the River of Bees (2012; finalista World Fantasy Award 2013)

### Wybrane opowiadania
- Fox Magic, (1993, Theodore Sturgeon Award 1994)
- Opowieść Crovaxa (Crovax's Tale 1998, w: Burza nad Rath, ISA 2000)
- Złodzieje koni (The Horse Raiders 2000, Nowa Fantastyka 11/2000)
- Ewolucja opowieści o triksterze wśród psów z Parku Północnego po Zmianie (The Evolution of Trickster Stories Among the Dogs of North Park After the Change 2007, Nowa Fantastyka 6/2009; finalista Nebula 2007, finalista Theodore Sturgeon Award 2008, finalista World Fantasy Award 2008)
- 26 Monkeys, Also the Abyss (2008; World Fantasy Award 2008, finalista Nebula 2008, finalista Theodore Sturgeon Award 2009, finalista Hugo 2009)
- Spór (Spar 2009, http://polter.pl/ksiazki/Spor-%E2%80%93-Kij-Johnson-c24088; Nebula 2009, finalista Hugo 2010, finalista Nagroda Locusa 2010, finalista Theodore Sturgeon Award 2010)
- Names for Water (2010; finalista Nagroda Locusa 2010)
- Kucyki (Ponies 2010, http://polter.pl/ksiazki/Kucyki-%E2%80%93-Kij-Johnson-c23772; Nebula 2010, finalista Hugo 2011)
- Człowiek, który przerzucił most przez mgłę (The Man Who Bridged the Mist 2011, Fantastyka – wydanie specjalne 2/2013; Nebula 2012, Nagroda Hugo za najlepsze opowiadanie 2012, finalista Nagroda Locusa 2012)
- Mantis Wives (2012, finalista Hugo 2013)
- The Dream-Quest of Vellitt Boe (2016; World Fantasy Award 2017, finalista Hugo 2017)

### Redaktor
- Nebula Awards Showcase 2014, 2014